# 6931 Kenzaburo
6931 Kenzaburo è un asteroide della fascia principale. Scoperto nel 1994, presenta un'orbita caratterizzata da un semiasse maggiore pari a 3,0289440 UA e da un'eccentricità di 0,1029348, inclinata di 10,88727° rispetto all'eclittica.